# Mansour (serie de televisión)
Las aventuras de Mansour o también simplemente llamada Mansour (en árabe: منصور) es una caricatura emiratí sobre un niño de 12 años con grandes esperanzas y sueños. Fue creado para involucrar a las audiencias árabes jóvenes en sus costumbres, cultura y herencia nativas. La serie aborda temas importantes como la educación, el estilo de vida saludable y la identidad cultural a través de historias convincentes diseñadas para cautivar su imaginación. 

## Sinopsis
El espectáculo gira en torno a Mansour, un emocionante y curioso niño de 12 años que tiende a vivir la vida al máximo. A lo largo del espectáculo, Mansour se ve envuelto en numerosas escapadas junto a sus amigos y familiares, enseñándole a él y al público importantes moralejas y lecciones en el camino. 

## Personajes
- Mansour (منصور)

Voz por: Marwa Rateb / Mashael Al Shehi
Mansour es el personaje principal titular del programa. Es un joven emiratí con afición por los deportes y la ciencia, aunque su curiosidad natural lo lleva a menudo a diversas desventuras. 
- Khalid (خالد)

Voz por: Saoud Karamastaji
Khalid es el padre de Mansour. Como piloto, viaja con frecuencia y es testigo de todo tipo de lugares de interés de todo el mundo, muchos de los cuales comparte con su familia a través de sus innumerables historias. 
- Mariam (مريم)

Voz por: Raja Al Noaman
Mariam es la madre de Mansour, a quien se muestra que adora con amor a su familia. Es una persona creativa y artística que cree firmemente en la importancia de la mujer en el mundo actual. 
- Sara (سارة)

Voz por: Raja Al Noaman
Sara es la hermana menor de Mansour. Es conversadora y tiene una gran curiosidad por las cosas que hacen Mansour y sus amigos. Su loro mascota, Bibi, es tan ruidoso como ella, si no más. 
- Saqer (صقر)

Voz por: Mansoor Al Feeli
Saqer es el abuelo de Mansour, que a menudo sirve de puente entre Mansour y su herencia. Solía ser un buceador de perlas en el pasado, pero ahora disfruta esos días enseñándoles a sus nietos sobre las tradiciones y la vida en ese entonces. 
- Naser (ناصر)

Voz por: Omar Al Mulla
Naser es el hermano mayor de Mansour. Es un estudiante universitario que trabaja para obtener su título en negocios. Naser y Mansour son propensos a las peleas ocasionales, pero Naser está más que dispuesto a darle un consejo a su hermano pequeño cuando lo necesita. 

## Historia y emisión

### Desarrollo
Mansour fue creado por Rashed Al Harmoodi e inicialmente fue producido por Fanar Productions durante su primera temporada. El concepto del espectáculo se presentó en el Festival de Abu Dhabi el 26 de junio de 2012 y su acogida positiva llevó a Al Harmoodi a continuar con el proyecto. Las negociaciones para su lanzamiento pronto siguieron durante la segunda mitad de 2012, y finalmente terminaron con la firma de acuerdos de su principal inversor Mubadala Development Company con Abu Dhabi Media y Dubai Media Incorporated en diciembre.
Al Harmoodi desarrolló Mansour como una forma de "fortalecer los vínculos de los jóvenes emiratíes con su identidad y valores nacionales" y "alentarlos a aprender sobre todos los desarrollos modernos que tienen lugar en [los Emiratos Árabes Unidos]". Algunos escritores de Shaabiyat Al Cartoon (شعبية الكرتون), otra producción local, también se han unido al equipo en un intento de mantener el humor "ágil y muy local". Aparte de sus historias y moralejas, su equipo de producción también ha trabajado para hacer que la animación de Mansour sea lo "de primera clase" posible para destacar entre los estándares internacionales. El cofundador y director general de Fanar Productions, Haider Mohamed, se jactó de utilizar "tecnología de vanguardia con historias poderosas" con la esperanza de atraer a un público joven al programa, convirtiéndolo en otra primicia creativa para los EAU. 

### Transmisión
En enero de 2013, Mansour debutó con 13 episodios en algunos de los principales canales de los EAU, incluido el canal Abu Dhabi Emirates y Sama Dubai TV. Mansour se extendió luego por una segunda temporada, pero Fanar Productions dejaría de producirla. En cambio, la segunda temporada fue producida por Cartoon Network Árabe y Twofour54, y Mubadala mantuvo su permanencia en el proyecto como su principal fuente de fondos.
El 30 de marzo de 2014, Mansour se emitió en Cartoon Network Árabe, presentando el programa a una audiencia más amplia en la región MENA. El canal encargó una tercera temporada y se espera que termine en 2017.

### Mercancía
La comercialización de Mansour abarca desde ropa hasta aplicaciones para teléfonos inteligentes. Al Harmoodi ha expresado su alegría por esto, diciendo que "ver a Mansour al lado de otros personajes globales en los estantes de los minoristas es un sueño hecho realidad".

## Producción

### Empresas productoras
- Mubadala (Distribución)

- ICE Animations (animación y efectos)
- Yowza Digital (guiones gráficos)

### Directores
- Simon Ward-Horner
- Stu Gamble

### Guionistas
- Dan Balaam: Escritor y Productor
- Khulood Al Ali: Escritor de diálogo árabe (26 episodios, 2017)
- Hamed Al Harthi: Escritor de diálogo árabe (26 episodios, 2015)
- Saoud Karmastaji: Escritor de diálogo árabe (26 episodios, 2015)
- Nassma Al Bahrani: Escritor de diálogo árabe (26 episodios, 2015)

El creador de la serie, Al Harmoodi, dijo que el proceso de escritura es la parte más dura, y que el guion es escrito en inglés y luego al árabe, cuando el escritor es un angloparlante.

### Departamento editorial
- Adam Khwaja: Editor de guiones
- Rashed Al Harmoodi: Editor de guiones (26 episodios, 2015)
- Mouthanna Al-Sayegh: Editor en línea (52 episodios, 2015-2017)

### Departamento de sonido
- Tom Bailey: Tema principal y composición musical / compositor original: tema musical (52 episodios, 2015-2017)
- Stefan Mcdad: Diseño de sonido y mezclador (52 episodios, 2015-2017)
- Musaed Al-Hendi: Editor de sonido (26 episodios, 2017)
- Yousef Bu Khamas: Diseño y mezcla de sonido (26 episodios, 2017)

## Premios
Cartoon Network Studios Arabia ganó el premio 'Mejor uso de animación' por Mansour (temporada 2) en la ceremonia de entrega de premios de Digital Studios el Miércoles 9 de marzo de 2016.